# Rhizopodopsis javensis
Rhizopodopsis javensis är en svampart som beskrevs av Boedijn 1959. Rhizopodopsis javensis ingår i släktet Rhizopodopsis och familjen Mucoraceae.   Inga underarter finns listade i Catalogue of Life.